# Coptobasoides
Genre
Coptobasoides est un genre d'insectes lépidoptères de la famille des Crambidae, comprenant huit espèces, dont l'espèce type Coptobasoides leopoldi.

## Liste des espèces
Selon GBIF (20 juin 2021) :
- Coptobasoides comoralis Viette, 1960
- Coptobasoides djadjoualis Viette, 1981
- Coptobasoides latericalis Marion, 1955
- Coptobasoides leopoldi Janse, 1935
- Coptobasoides marionalis Viette, 1960
- Coptobasoides ochricostalis Marion, 1956
- Coptobasoides ochristalis Marion, 1956
- Coptobasoides pauliani Marion, 1955

## Systématique
Le nom scientifique complet (avec auteur) de ce taxon est Coptobasoides Janse, 1935.